# ۳۸۷ (پیش از میلاد)
۳۸۷ (پیش از میلاد) ۳۸۷مین سال قبل از تقویم میلادی است.